# Liriope tetraphylla
Liriope tetraphylla is een hydroïdpoliep uit de familie Geryoniidae. De poliep komt uit het geslacht Liriope. Liriope tetraphylla werd in 1821 voor het eerst wetenschappelijk beschreven door Chamisso & Eysenhardt.